# 2020년 하계 올림픽 우루과이 선수단
2020년 하계 올림픽 우루과이 선수단은 2021년 일본 도쿄에서 열린 2020년 하계 올림픽에 참가한 올림픽 우루과이 선수단이다.
우루과이는 2020년 도쿄 하계 올림픽에 출전했다. 원래 2020년 7월 24일부터 8월 9일까지 열릴 예정이었던 올림픽은 코로나19 범유행으로 인해 2021년 7월 23일부터 8월 8일로 연기되었다. 1920년 우루과이 국가 공식 데뷔 이후 우루과이 선수들은 미국이 주도하는 보이콧에 대한 우루과이의 지원으로 인해 모스크바에서 열린 1980년 하계 올림픽을 제외하고 모든 하계 올림픽에 출전했다. 우루과이는 메달을 획득하지 못한 채 올림픽을 떠났다.

## 출전 선수
| 종목 | 남자 | 여자 | 전체 |
| ---- | ---- | ---- | ---- |
| 육상 | 1    | 2    | 3    |
| 유도 | 1    | 0    | 1    |
| 조정 | 2    | 0    | 2    |
| 요트 | 1    | 2    | 3    |
| 수영 | 1    | 1    | 2    |
| 전체 | 6    | 5    | 11   |

## 같이 보기
- 올림픽 우루과이 선수단